# Puerto Rico op de Olympische Zomerspelen 2004
Puerto Rico nam deel aan de Olympische Zomerspelen 2004 in Athene, Griekenland. Het won geen medaille.

## Deelnemers en resultaten

### Atletiek
| Olympiër         | Discipline                  | Resultaat | Prestatie |
| ---------------- | --------------------------- | --------- | --- |
| Alexander Greaux | 3000 meter steeplechase (m) | 28e       | serie 3: 9de in 8.33,62 |
| Luiggy Llanos    | tienkamp (m)                | DNF       | 100m: 20ste in 10,94 verspringen: 10de met 7,43m kogelstoten: 27ste met 13,77m hoogspringen: 26ste met 1,91m 400m: 17de in 49,28 110m horden: 6de in 14,13 discuswerpen: 25ste met 41,82m polsstokhoogspringen: geen geldige poging |
|                  |                             |           | |
| Yvonne Harrison  | 400 meter horden (m)        | 19e       | serie 4: 5de in 55,84 |

### Basketbal
| Olympiër | Discipline | Resultaat | Prestatie |
| --- | ---------- | --------- | --- |
| Carlos Arroyo Christian Dalmau Roberto Hatton Elias Ayuso Eddie Casiano Rick Apodaca Rolando Hourruitiner Sharif Fajardo Jorge Rivera Jose Ortiz Peter John Ramos Daniel Santiago | mannen     | 6e        | groep B: 3de W van Verenigde Staten: 92-73 V van Litouwen: 90-98 W van Angola: 83-80 W van Australië: 87-82 V van Griekenland: 58-78 kwartfinale: V van Italië: 70-83 5-6de plek: V van Griekenland: 75-85 |

| Groep B |                  |             |             |             |            |            |            |        |
| #       | Land             | Wedstrijden | Wedstrijden | Wedstrijden | Doelpunten | Doelpunten | Doelpunten | Punten |
| #       | Land             | G           | W           | V           | V          | T          | Saldo      | Punten |
| 1       | Litouwen         | 5           | 5           | 0           | 468        | 414        | +54        | 10     |
| 2       | Griekenland      | 5           | 3           | 2           | 389        | 343        | +46        | 8      |
| 3       | Puerto Rico      | 5           | 3           | 2           | 410        | 411        | −1         | 8      |
| 4       | Verenigde Staten | 5           | 3           | 2           | 418        | 389        | +29        | 8      |
| 5       | Australië        | 5           | 1           | 4           | 383        | 411        | −28        | 6      |
| 6       | Angola           | 5           | 0           | 5           | 321        | 421        | −100       | 5      |

| Ronde       | Datum  | Plaats      | Land  | Score            | Land |
| ----------- | ------ | ----------- | ----- | ---------------- | ---- |
| Groepsfase  |        |             |       |                  |      |
| 15 augustus | Athene | Puerto Rico | 92-73 | Verenigde Staten |      |
| 17 augustus | Athene | Litouwen    | 98-90 | Puerto Rico      |      |
| 19 augustus | Athene | Puerto Rico | 83-80 | Angola           |      |
| 21 augustus | Athene | Australië   | 82-87 | Puerto Rico      |      |
| 23 augustus | Athene | Griekenland | 78-58 | Puerto Rico      |      |
| Kwartfinale |        |             |       |                  |      |
| 26 augustus | Athene | Italië      | 83-70 | Puerto Rico      |      |
| 5-6e plek   |        |             |       |                  |      |
| 28 augustus | Athene | Puerto Rico | 75-85 | Griekenland      |      |

### Boksen
| Olympiër           | Discipline | Resultaat | Prestatie                                                                 |
| ------------------ | ---------- | --------- | ------------------------------------------------------------------------- |
| Joseph Serrano     | -51kg (m)  | 17e       | 1ste ronde: V van KAZ Rakhimzhanov: 23-42                                 |
| Juan López         | -54kg (m)  | 17e       | 1ste ronde: V van BLR Khatsigov: 19-27                                    |
| Carlos Velazquez   | -57kg (m)  | 17e       | 1ste ronde: V van BRA Oliveira: 43-43                                     |
| Alexander De Jesus | -57kg (m)  | 9e        | 1ste ronde: W van BRA Carvalho: 39-24 2de ronde: V van UGA Rukundo: 22-24 |
| Victor Bisbal      | +91kg (m)  | 9e        | 1ste ronde: V van LTU Jaksto: 17-26                                       |

### Gymnastiek
| Olympiër    | Discipline               | Resultaat | Prestatie |
| ----------- | ------------------------ | --------- | --- |
| Luis Vargas | meerkamp individueel (m) | 15e       | kwalificatie: 16de vloer: 60ste met 9,037 punten sprong: 38ste met 9,425 punten brug: 49ste met 9,325 punten rekstok: 29ste met 9,625 punten ringen: 45ste met 9,500 punten paard voltige: 13de met 9,675 punten totaal: 56,587 punten finale: 15de vloer: 24ste met 8,337 punten sprong: 13de met 9,462 punten brug: 15de met 9,562 punten rekstok: 5de met 9,662 punten ringen: 16de met 9,500 punten paard voltige: 8ste met 9,612 punten totaal: 56,135 punten |

### Judo
| Olympiër       | Discipline | Resultaat | Prestatie                                                                                     |
| -------------- | ---------- | --------- | --------------------------------------------------------------------------------------------- |
| Melvin Mendez  | -66kg (m)  | 21e       | 1ste ronde: V van ESP Penas: ippon                                                            |
| Ramón Ayala    | -100kg (m) | 21e       | 1ste ronde: vrij 2de ronde: V van ALG Belgroun: ippon                                         |
|                |            |           |                                                                                               |
| Jessica Garcia | -57kg (v)  | 13e       | 1ste ronde: vrij 2de ronde: V van GER Boenisch: ippon herkansingen: V van ESP Fernandez: yuko |

### Paardensport
| Olympiër       | Discipline     | Resultaat      | Prestatie                                                                                              |
| Springconcours | Springconcours | Springconcours | Springconcours                                                                                         |
| -------------- | -------------- | -------------- | --- |
| Mark Watring   | individueel    | DNF            | kwalificatie: niet gefinisht '1ste ronde: 71ste met 25 strafpunten 2de ronde: 67ste met 39 strafpunten |

### Schietsport
| Olympiër                    | Discipline     | Resultaat | Prestatie                                           |
| --------------------------- | -------------- | --------- | --------------------------------------------------- |
| Lucas Rafael Bennazar Ortiz | trap (m)       | 27e       | kwalificatie: 27ste met 112 punten (21-21-24-24-22) |
| Lucas Rafael Bennazar Ortiz | dubbeltrap (m) | 23e       | kwalificatie: 23ste met 122 punten (36-42-44)       |

### Schoonspringen
| Olympiër            | Discipline    | Resultaat | Prestatie                                                              |
| ------------------- | ------------- | --------- | ---------------------------------------------------------------------- |
| Angelique Rodriguez | 3m plank (m)  | 25e       | voorronde: 25ste met 239,19 punten                                     |
| Angelique Rodriguez | 10m toren (m) | 18e       | voorronde: 11de met 316,08 punten halve finale: 18de met 455,94 punten |

### Synchroonzwemmen
| Olympiër                                     | Discipline | Resultaat | Prestatie                                                                          |
| -------------------------------------------- | ---------- | --------- | ---------------------------------------------------------------------------------- |
| Luna del Mar Aguilu Leilani Torres-Maldonado | duet       | 23e       | technische routine: 23ste met 39,667 punten vrije routine: 23ste met 79,584 punten |

### Taekwondo
| Olympiër       | Discipline | Resultaat | Prestatie |
| -------------- | ---------- | --------- | --- |
| Ineabelle Diaz | -67kg (v)  | 5e        | 1ste ronde: vrij kwartfinale: W van MAR Benabderassoul: 4-4 halve finale: V van CHN Wei: 3-5 herkansingen: V van GUA Juarez: 2-5 |

### Tennis
| Olympiër        | Discipline    | Resultaat | Prestatie                                                                                  |
| --------------- | ------------- | --------- | ------------------------------------------------------------------------------------------ |
| Kristina Brandi | enkelspel (v) | 17e       | 1ste ronde: W van CRO Kostanić-Tošić: 7-5, 6-1 2de ronde: V van RUS Myskina: 2-6, 6-3, 4-6 |

### Volleybal
| Olympiër                     | Discipline | Resultaat | Prestatie |
| Beach                        | Beach      | Beach     | Beach |
| ---------------------------- | ---------- | --------- | --- |
| Ramon Hernández Raul Papaleo | mannen     | 19e       | groep D: 4de V van GER Dieckmann/Reckermann: 0-2 (14-21, 13-21) V van NOR Kjemperud/Høidalen: 1-2 (21-18, 19-21, 10-15) V van SWE Berg/Dahl: 1-2 (21-19, 16-21, 16-18) |

### Worstelen
| Olympiër      | Discipline | Resultaat | Prestatie |
| ------------- | ---------- | --------- | --- |
| Mabel Fonseca | -55kg (v)  | DSQ       | groep 2: 2de W van UKR Lazareva: val V van SWE Karlsson: val 5-8ste plek: W van USA O'Donnell: 10-7 5-6de plek: W van CHN Sun: 8-6 |

### Zeilen
| Olympiër                         | Discipline     | Resultaat | Prestatie                                      |
| -------------------------------- | -------------- | --------- | ---------------------------------------------- |
| Karla Barrera                    | mistral (m)    | 26e       | 250 punten: (26-24-25-26-23-25-26-26-26-25-24) |
|                                  |                |           |                                                |
| Enrique Figueroa Jorge Hernandez | tornado klasse | 7e        | 72 punten: (9-7-12-11-1-2-3-4-12--1-14)        |

### Zwemmen
| Olympiër               | Discipline           | Resultaat | Prestatie                                           |
| ---------------------- | -------------------- | --------- | --------------------------------------------------- |
| Ricardo Busquets       | 50m vrije slag (m)   | 15e       | serie 8: 2de in 22,45 halve finale 1: 8ste in 22,52 |
| Arsenio Lopez          | 100m schoolslag (m)  | 36e       | serie 4: 2de in 1.03,99                             |
| Andrew Livingston      | 200m vlinderslag (m) | 21e       | serie 3: 8ste in 1.59,42                            |
| Jorge Oliver           | 200m wisselslag (m)  | 45e       | serie 1: 1ste in 2.08,84                            |
|                        |                      |           |                                                     |
| Vanessa Garcia         | 50m vrije slag (v)   | 28e       | serie 5: 1ste in 26,26                              |
| Vanessa Garcia         | 100m vrije slag (v)  | 35e       | serie 2: 1ste in 57,38                              |
| Gretchen Gotay Cordero | 200m rugslag (v)     | 31e       | serie 1: 2de in 2.23,39                             |